# Ravnik, Bloke
Ravnik je naselje v Občini Bloke.

## Prebivalstvo
Etnična sestava 1991:
- Slovenci: 33 (89,2 %)
- Neznano: 4 (10,8 %)